# Гаджієв Різван Сабібуллайович
Різван Сабібуллаєвич Гаджієв (біл. Ризван Сабибуллаевич Гаджиев; нар. 6 січня 1987, Махачкала, Дагестанська АРСР) — білоруський і російський борець вільного стилю, дворазовий бронзовий призер чемпіонату світу, срібний призер чемпіонату Європи, учасник Олімпійських ігор.

## Життєпис
Боротьбою займається з 1997 року. Першим тренером для Різвана та двох його братів був їх батько, теж у минулому борець. Вихованець СДЮШОР імені Г. Гамідова, м. Махачкала, тренер: Анвар Магомедгаджієв. Чемпіон Європи серед кадетів 2002 року у складі збірної Росії. За збірну Білорусі виступає з 2007 року. Тренується під керівництвом Валентина Мурзинкова.

## Спортивні результати на міжнародних змаганнях

### Виступи на Олімпіадах
| Змагання                    | Збірна   | Вагова категорія          | Місце |
| --------------------------- | -------- | ------------------------- | ----- |
| Літні Олімпійські ігри 2008 | Білорусь | вільна боротьба, до 55 кг | 7     |

### Виступи на Чемпіонатах світу
| Змагання                        | Збірна   | Вагова категорія          | Місце  |
| ------------------------------- | -------- | ------------------------- | ------ |
| Чемпіонат світу з боротьби 2007 | Білорусь | вільна боротьба, до 55 кг | Бронза |
| Чемпіонат світу з боротьби 2009 | Білорусь | вільна боротьба, до 55 кг | Бронза |
| Чемпіонат світу з боротьби 2010 | Білорусь | вільна боротьба, до 55 кг | 8      |
| Чемпіонат світу з боротьби 2011 | Білорусь | вільна боротьба, до 60 кг | 10     |

### Виступи на Чемпіонатах Європи
| Змагання                         | Збірна   | Вагова категорія          | Місце  |
| -------------------------------- | -------- | ------------------------- | ------ |
| Чемпіонат Європи з боротьби 2008 | Білорусь | вільна боротьба, до 55 кг | Срібло |

### Виступи на інших змаганнях
| Змагання                                       | Збірна   | Вагова категорія          | Місце  |
| ---------------------------------------------- | -------- | ------------------------- | ------ |
| Міжнародний меморіал Дейва Шульца 2008         | Білорусь | вільна боротьба, до 55 кг | Срібло |
| Гран-прі Німеччини з боротьби 2009             | Білорусь | вільна боротьба, до 60 кг | 8      |
| Золотий Гран-прі з боротьби 2009               | Білорусь | вільна боротьба, до 55 кг | 5      |
| Кубок Імамалі Хабібі і Абдоллаха Мохамеда 2010 | Білорусь | вільна боротьба, до 60 кг | Бронза |
| Міжнародний меморіал Дейва Шульца 2011         | Білорусь | вільна боротьба, до 60 кг | Золото |
| Турнір Алі Алієва 2011                         | Білорусь | вільна боротьба, до 60 кг | 20     |
| Меморіал Вацлава Циолковського 2011            | Білорусь | вільна боротьба, до 60 кг | 8      |

### Виступи на змаганнях молодших вікових груп
| Змагання                                       | Збірна | Вагова категорія          | Місце  |
| ---------------------------------------------- | ------ | ------------------------- | ------ |
| Чемпіонат Європи з боротьби серед кадетів 2002 | Росія  | вільна боротьба, до 42 кг | Золото |